# کالومی‌سیتی (ایلینوی)
کالومی‌سیتی، ایلینوی (به انگلیسی: Calumet City, Illinois) یک شهر در ایالات متحده آمریکا با جمعیت ۳۷٬۰۴۲ نفر است که در ایلی‌نوی واقع شده‌است.